# Dith Pran
Dith Pran (Khmer: ឌិត ប្រន) (Siem Reap, 27 september 1942 - New Brunswick (New Jersey), 30 maart 2008) was een Cambodjaans-Amerikaanse fotojournalist en mensenrechtenactivist.

## Biografie
Pran was in de jaren zeventig als plaatselijke correspondent voor de Amerikaanse journalist Sydney Schanberg van The New York Times werkzaam toen de maoïstische Rode Khmer in 1975 de macht in Cambodja overnamen. Hij wist te voorkomen dat Schanberg en nog twee buitenlandse journalisten door de Rode Khmer werden vermoord. Het drietal kon naar het buitenland ontsnappen maar Pran niet. Tot zijn vlucht in 1979 verbleef hij in het land.
Omdat hij was opgeleid, andere talen (Frans en Engels) machtig was en voor een buitenlandse journalist had gewerkt, was Pran een mogelijk doelwit van de Rode Khmer. Zij waren niet gediend van dergelijke mensen. Om te overleven deed hij zich voor als een taxichauffeur en moest hij dwangarbeid verrichten. Hij raakte erg ondervoed vanwege het zeer weinige eten dat hij kreeg.
Nadat Vietnam in november 1978 Cambodja was binnengevallen en het regime van de Rode Khmer ten val had gebracht, kon Pran naar zijn geboorteplaats Siem Reap terugkeren. Daar aangekomen, kwam hij tot de ontdekking dat vijftig familieleden door de Rode Khmer om het leven waren gebracht. Door de Vietnamezen werd hij tot hoofd van Siem Reap gemaakt maar hij besloot te vluchten omdat hij bang was dat de Vietnamezen erachter zouden komen dat hij in het verleden contacten met Amerikanen had gehad. Met twee kompanen vluchtte hij naar Thailand. Ze moesten door tal van velden lopen waarin half vergane lijken lagen van mensen die door de Rode Khmer waren vermoord. Zijn lotgenoten liepen op mijnen en kwamen om, Pran wist zichzelf wel in veiligheid te brengen.
In Thailand ontmoette hij Schanberg, die al die jaren naar hem op zoek was geweest. Deze schreef in 1980 het artikel The Death and Life of Dith Pran. In 1984 werd er naar aanleiding van dat artikel een film uitgebracht, The Killing Fields. De titel sloeg op de velden vol lijken in Cambodja waar Pran indertijd bij zijn vlucht doorheen had moeten trekken. In 1985 ontving de film drie Oscars, onder andere voor de vertolking van Pran als beste mannelijke bijrol. In datzelfde jaar verscheen ook naar aanleiding van het krantenartikel uit 1980 een boek met dezelfde titel.
Pran vertrok naar de Verenigde Staten, waar hij zijn gezin aantrof. Zij waren reeds voor de machtsovername van de Rode Khmer naar dat land verhuisd. In de VS werd hij fotojournalist bij The New York Times en begon hij een niet-aflatende actie om aandacht te vragen voor wat er tijdens het bewind van de Rode Khmer aan gruwelen in Cambodja was voorgevallen. In 1986 werd hij Amerikaans staatsburger.
Vanwege alle doorgestane ellende had hij vaak last van nachtmerries waarin hij zich in een van de kampen van de Rode Khmer waande. In 1994 richtte hij het naar hem genoemde Dith Pran Holocaust Awareness Project op, waarin aandacht wordt gevraagd voor de door de Rode Khmer gepleegde genocide in Cambodja. Ook ijverde hij voor een tribunaal ter berechting van de leiders van het Rode Khmer-bewind. Dit Cambodjatribunaal was juist begonnen toen Dith Pran begin 2008 op 65-jarige leeftijd aan alvleesklierkanker overleed.